# Pedro Berruguete
Pour les articles homonymes, voir Berruguete.
Pedro Berruguete (Paredes de Nava, Palencia, v. 1450  - Ávila, v. 1504) est un peintre espagnol. Francisco de Holanda le désigne comme l'un des quatre « Aigles » de la Renaissance espagnole, avec Diego de Siloé, Bartolomé Ordóñez et Pedro Machuca. 

## Biographie
Pedro Berruguete est né en Castille et ses premières œuvres révèlent cette origine et son rattachement aux modes gothiques qui prédominaient dans l’art espagnol de l’époque. Son apprentissage artistique est dans une large mesure inconnu.  
De 1474 à 1483, Pedro Berruguete se trouve dans la capitale de la Renaissance géométrique à Urbino dans les Marches italiennes, où il voit les œuvres de Piero della Francesca, Melozzo da Forlì, Luciano Laurana, Francesco di Giorgio Martini, il collabore avec Juste de Gand à la décoration du palais du duc Frédéric III de Montefeltre. Ce qui a pour conséquence que les oeuvres des deux artistes se confondent et ne permettent pas d’en distinguer les auteurs.  
Il y peint en particulier un portrait de Frédéric de Montefeltre avec son fils Guidobaldo et un portrait du pape Sixte IV.
De retour en Espagne, il devient peintre à la cour de Ferdinand II d'Aragon et d'Isabelle de Castille où il renoue avec la tradition de préciosité de la peinture espagnole et réalise des œuvres religieuses. 
Selon Ceán Bermúdez Berruguete est documenté à Tolède en 1483, où il décore les murs de la chapelle du vieux tabernacle de la cathédrale Primada, bien que la documentation restante renvoie plutôt à l’année 1493. 

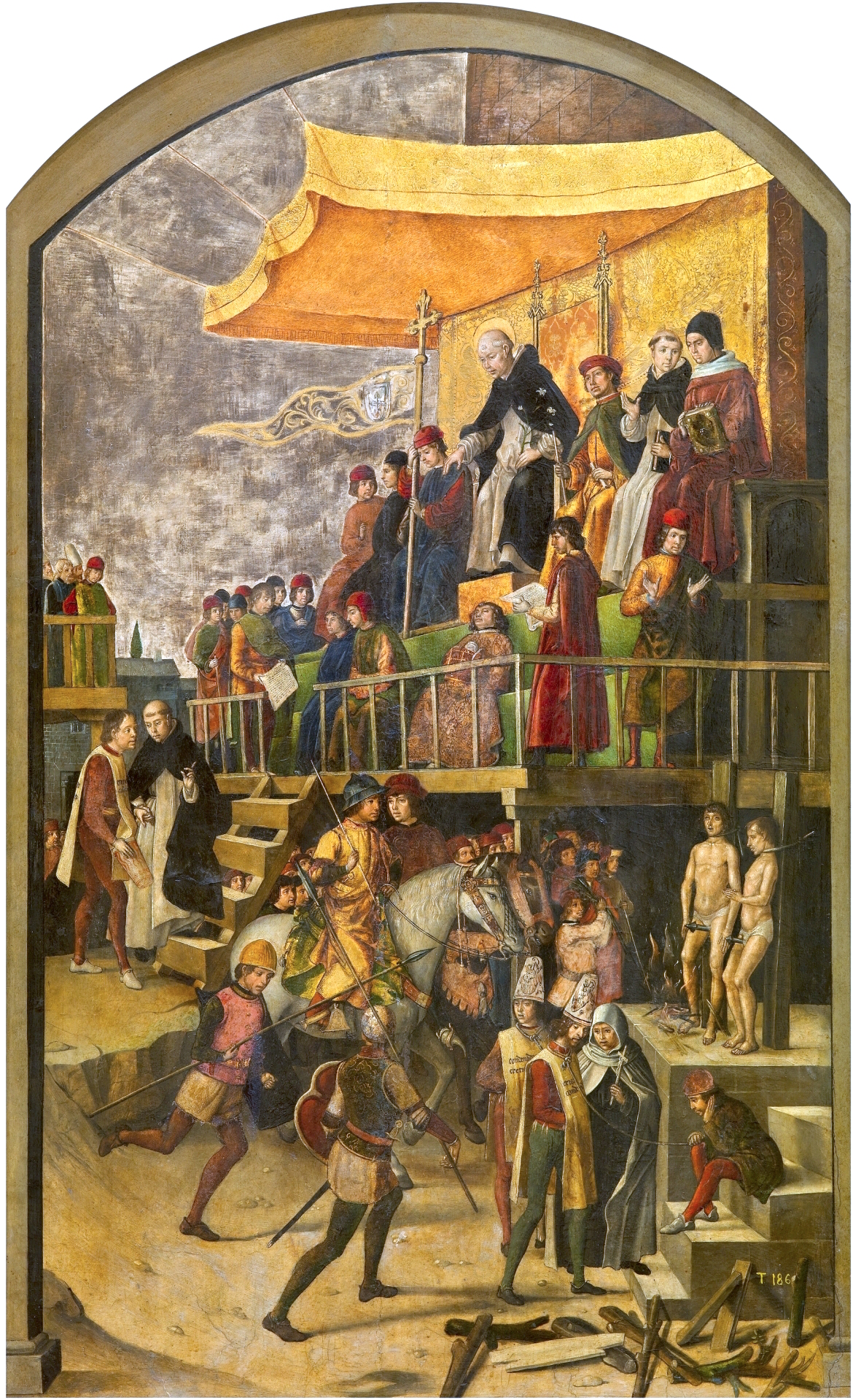
Saint Dominique présidant une autodafé. sacristie de l’église de saint Thomas à Ávila.

Après ce qui aurait été un premier séjour de Tolède, il serait retourné à sa population natale et exécuté le retable de sainte Anne et la Vierge (1485-1488). À cette date, il serait retourné à Tolède et, après une période de silence documentaire, on le retrouve là en 1494. À la demande de l’inquisiteur Tomás de Torquemada, il réalise le retable principal du monastère Saint-Thomas d’Avila. Démembré, il se distingue par la peinture de l’Auto de Fe présidée par Santo Domingo de Guzmán, conservée avec d’autres tableaux de ce retable au musée du Prado. 
Il est possible que le peintre ait travaillé au service d’Isabelle la Catholique. L’une des commandes royales serait Saint Jean l’Évangéliste à Patmos, que Berruguete livra le 3 mai 1499 dans l’ancien Alcazar de Madrid et qui est aujourd’hui conservé dans la chapelle royale de Grenade.
Vers 1500, elle travailla pour l’Hôpital de la Latina de Madrid, à la demande de Beatriz Galindo, fondatrice de cette institution et préceptrice de la reine Isabelle.9 Une de ses œuvres les plus réussies, La Vierge à l’Enfant sur un trône, a présidé la chapelle de cet hôpital jusqu’à sa démolition en 1906, puis a été transféré au Musée d’Histoire de Madrid (actuellement déposé au Musée du Prado).
Sa dernière œuvre inachevée, le retable du maître-autel de la cathédrale d'Ávila montre néanmoins son intérêt pour l'Art de la Renaissance Urbinate avec sa maîtrise de la perspective et de la lumière.
Il enseigna la sculpture et la peinture à son fils, Alonso (v. 1488-1561), qui deviendra peintre à la cour de Charles Quint.

## Galerie

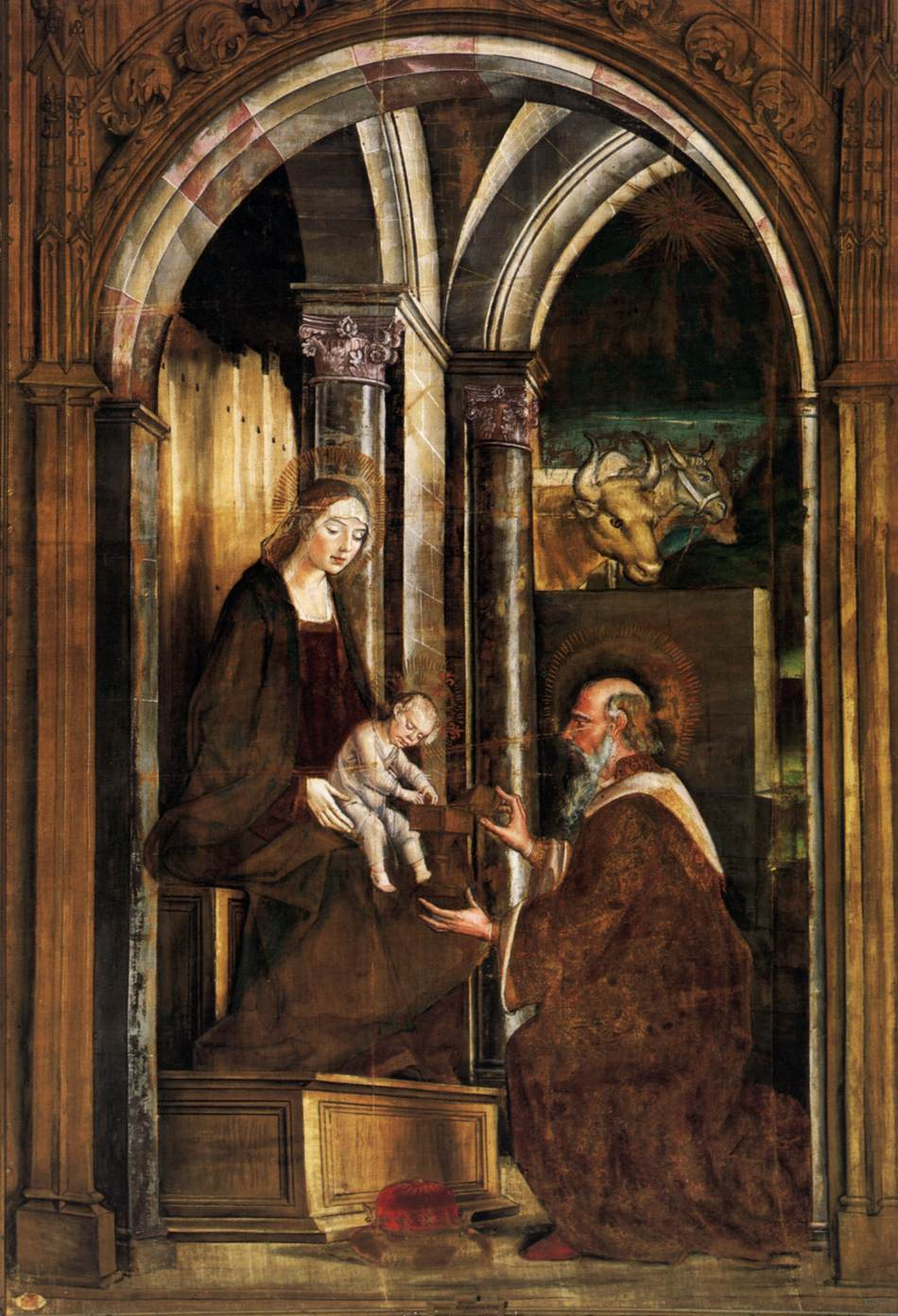
Adoration des Mages
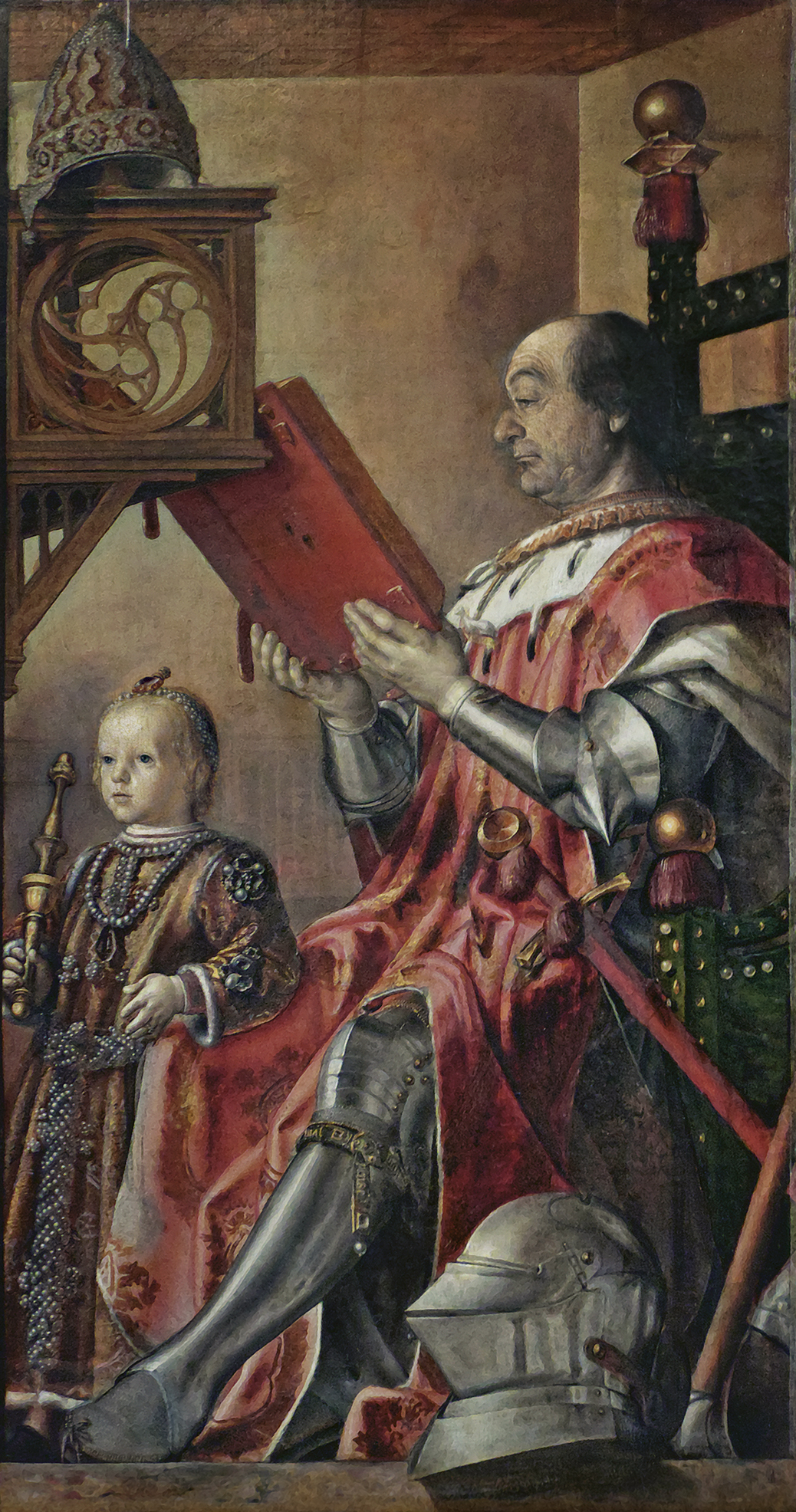
Frédéric III de Montefeltre, Duc d'Urbino
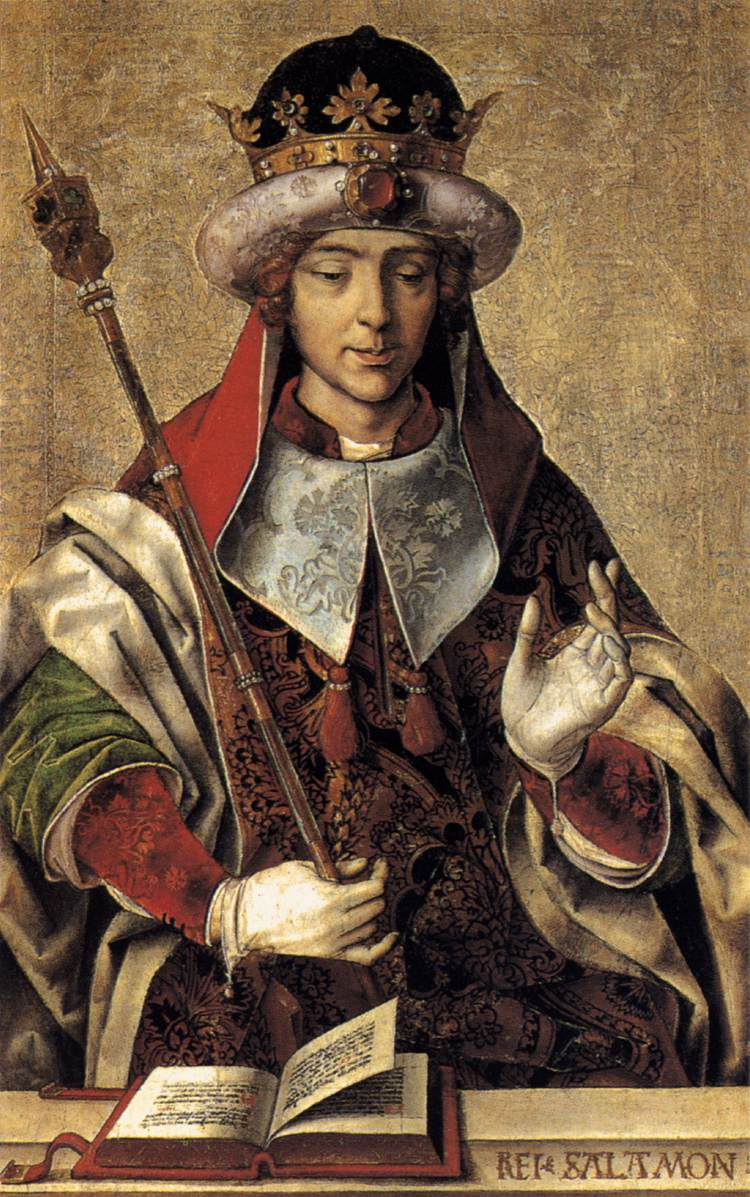
Salomon, 1500
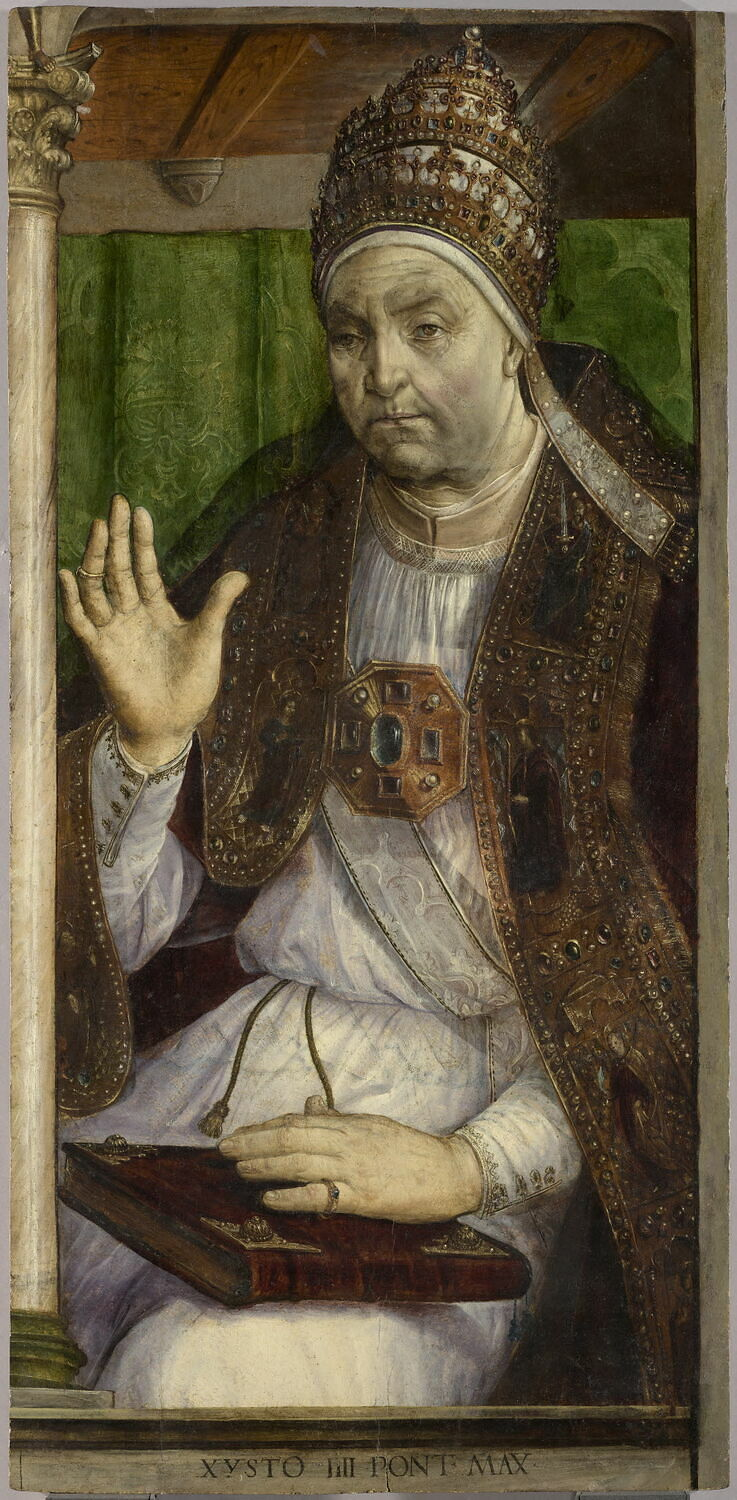
Pape Sixte IV
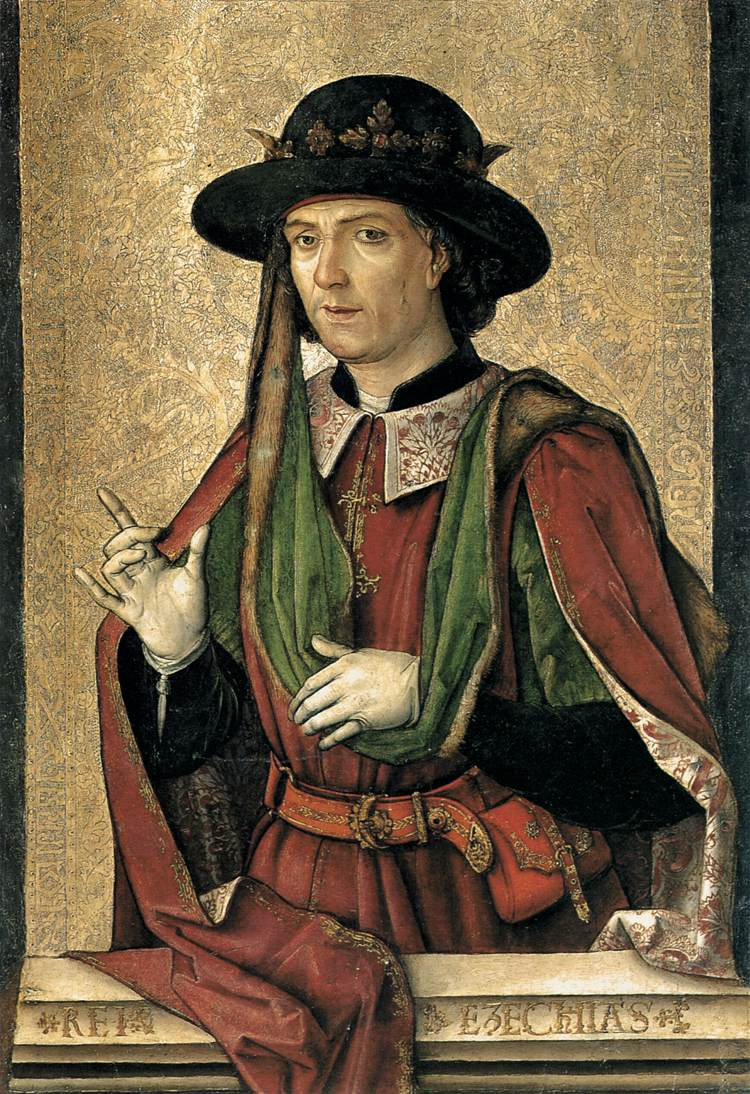
Ezechiel

## Œuvres

### Avec Juste de Gand
Il collabora avec lui pour une série de portraits d'hommes célèbres :
- Le Cardinal Bessarion (1476), musée du Louvre
- Platon (1477), musée du Louvre
- Portrait de Federico da Montefeltro et son fils Guidobaldo (v. 1475), Urbino, Galleria Nazionale delle Marche

### Autres œuvres
- Saint Dominique présidant le tribunal de l'Inquisition (v.1500), détrempe sur bois, 154 × 92 cm, Madrid, musée du Prado,
- Vierge au lait (Virgén de la Leche) (~1465), musée des beaux-arts de Valence ;
- Saint Pierre martyr (~1494), musée du Prado, Madrid ;
- Mort de saint Pierre martyr, musée du Prado, Madrid ;
- Annonciation, chartreuse Notre-Dame de Miraflorès, Burgos